# 山田毅一

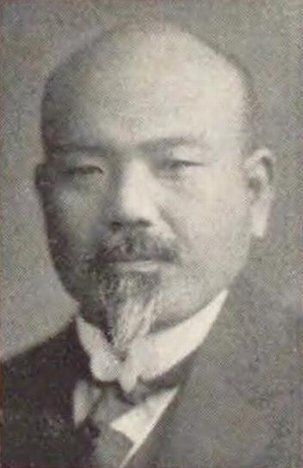
山田毅一

山田 毅一（やまだ きいち、1887年（明治20年）1月21日 – 1953年（昭和28年）4月15日）は、衆議院議員（立憲民政党）、ジャーナリスト。

## 経歴
富山県東礪波郡福野町（現在の南砺市）出身。早稲田大学・東京外国語学校に学んだ後、『東京日日新聞』・『やまと新聞』・『國民新聞』の記者を務めた。その間、樺太・沿海州・南洋諸島・欧米諸国などを歴訪した。その後、復興通信社を創業し、社長に就任した。
1928年（昭和3年）、第16回衆議院議員総選挙に出馬し、当選。第17回衆議院議員総選挙でも再選を果たした。
その後、南進社、南方産業調査会を主宰し、南方政策を研究した。

## 著書
- 『南洋行脚誌』（弘道館、1910年）
- 『北門行脚誌』（警眼社、1911年）
- 『能登半島』（上田書店、1913年）
- 『南進策と小笠原群島』（放天義塾、1916年）
- 『軍政と国民教育』（放天義塾、1917年）
- 『戦時及戦後の米国』（放天義塾、1918年）
- 『戦後の欧米漫遊記』（放天義塾、1919年）
- 『南洋大観』（平凡社、1934年）
- 『大南洋の全貌』（弘道館、1942年）
- 『近海の宝庫 都南七島』（国民時論社、1948年）
- 『観光瀬戸内海』（山田毅一君遺稿発刊有志会、1955年）